# Cargolia fumipennis
Cargolia fumipennis là một loài bướm đêm trong họ Geometridae.